# Jacobus Herculaas de la Rey
Jacobus Herculaas de la Rey (Winburg, Sud-àfrica, 22 d'octubre de 1847 - 15 de setembre de 1914), conegut com a Koos de la Rey, fou un general Boer durant la Segona Guerra Boer considerat un dels millors caps militars durant el conflicte en qüestió.